# Facteur de puissance
 (juin 2017).
Si vous disposez d'ouvrages ou d'articles de référence ou si vous connaissez des sites web de qualité traitant du thème abordé ici, merci de compléter l'article en donnant les références utiles à sa vérifiabilité et en les liant à la section « Notes et références ».
Le facteur de puissance est une caractéristique d'un récepteur électrique qui rend compte de son efficacité pour consommer de la puissance lorsqu'il est traversé par un courant.
Pour un dipôle électrique alimenté en régime de courant variable au cours du temps (sinusoïdal ou non), il est égal à la puissance active P consommée par ce dipôle, divisée par le produit des valeurs efficaces du courant I et de la tension U (puissance apparente S). Il est toujours compris entre 0 et 1.
{\displaystyle \lambda ={\frac {P}{UI}}={\frac {P}{S}}}
En particulier, si le courant et la tension sont des fonctions sinusoïdales du temps, le facteur de puissance est égal au cosinus du déphasage entre le courant et la tension :
{\displaystyle \lambda =\cos \varphi }

## Analogie
Une comparaison mécanique possible serait le facteur d'embrayage d'une boîte de vitesses :
- lorsque la pédale d'embrayage est enfoncée, le moteur tourne (le courant circule) mais ne transmet aucune puissance au véhicule ; le facteur de puissance est nul,
- lorsque la pédale d'embrayage est relevée, le moteur tourne et toute sa puissance est transmise au véhicule pour son déplacement; le facteur de puissance est unitaire,
- lorsque l'on fait patiner l'embrayage, on est dans une situation intermédiaire, cela correspond au cas où le facteur de puissance est compris entre 0 et 1.

## Caractérisation d'un récepteur en fonction de son facteur de puissance
Lorsque le facteur de puissance est égal à 1 on dit que le récepteur est purement résistif, ce qui signifie que c'est un conducteur ohmique idéal (ou résistance pure) et que le courant a la même allure que la tension et que ce récepteur n'a aucun caractère inductif ou capacitif : il n'y a aucun déphasage entre le courant qu'il appelle et la tension qui lui est appliquée.
Lorsque le facteur de puissance est égal à 0 on dit que le récepteur est purement réactif, il ne dissipe aucune énergie sous forme de chaleur. Dans la même période, il absorbe à certains instants de l'énergie du réseau et la restitue intégralement aux autres instants.
Ces deux cas extrêmes ne correspondent qu'à des modèles, les récepteurs réels n'étant jamais idéaux. Mais ces modèles peuvent bien convenir dans les conditions d'utilisation du récepteur considéré.

## Importance du facteur de puissance pour le distributeur
Les distributeurs d'électricité facturent généralement la puissance active consommée sur la base de la mesure réalisée au point de fourniture, alors que les pertes dans les lignes sont facturées globalement. Or celles-ci dépendent de l'intensité apparente appelée par les consommateurs (pertes par effet Joule). Si le facteur de puissance d'une installation est faible, l'intensité appelée est grande mais la puissance consommée est faible. C'est pourquoi, pour les gros consommateurs (installations raccordées à la haute tension), la facturation ne tient pas uniquement compte de la puissance active consommée. En France, cette facturation est très complexe ; elle est réglementée par le ministère de l'Industrie par le tarif d'utilisation du réseau public d'électricité (TURPE). Elle ne concerne actuellement que les clients raccordés à la haute tension, les mois d'hiver et au cours des heures pleines[réf. nécessaire].
Exemple : soit un dipôle purement réactif (un condensateur par exemple) traversé par un courant alternatif sinusoïdal d'intensité 1 A sous 230 volts. Ce dipôle introduisant un déphasage de {\displaystyle \pi /2} entre la tension et le courant, le facteur de puissance {\displaystyle \cos(\pi /2)} est nul. La puissance active, facturée par le distributeur, est donc nulle. Pourtant, la puissance apparente vaut 230 VA et il passe réellement 1 A dans la ligne, ce qui implique des pertes par effet joule et oblige le distributeur à dimensionner son matériel (transformateurs, lignes, etc.) en conséquence.
Pour le consommateur, la puissance réactive ainsi « consommée » n'est qu'un échange de charges électriques entre le générateur et le dipôle, de puissance moyenne nulle sur la période.

## Facteur de puissance en régime sinusoïdal de courant

### Effets du facteur de puissance

Courbes représentant l'évolution dans le temps de la tension V(t), du courant I(t) et de la puissance P(t) en fonction du temps ainsi que la valeur moyenne de la puissance. Courbe du haut : facteur de puissance égal à 1 ; courbe du milieu : 0,7 ; courbe du bas : 0,2.

Le schéma ci-contre représente la puissance instantanée (produit de la tension et du courant instantanés) consommée par un dipôle soumis à une tension de 230 V et traversé par un courant de 18 A dans trois cas :
- le facteur de puissance est égal à 1 (valeur maximale) : la tension et le courant sont en phase (ils sont nuls aux mêmes instants et varient dans le même sens), la puissance instantanée est toujours positive et la puissance moyenne est maximale ;
- le facteur de puissance est égal à 0,7 (valeur intermédiaire) : le courant suit toujours une courbe périodique, mais elle est « en retard » comparativement à la courbe de la tension. La puissance prend par moments des valeurs négatives, le dipôle refoule périodiquement de l’énergie sur le réseau ;
- le facteur de puissance est égal à 0,2 (valeur faible) : le courant est le même, la puissance instantanée fluctue avec la même amplitude, mais elle est fortement décalée vers le bas par rapport aux courbes précédentes. La puissance moyenne est faible : 20 % de la puissance mise en jeu lorsque le facteur de puissance est unitaire.

La figure visualise la situation d'un dipôle inductif tel une bobine : le courant est en retard sur la tension. La puissance périodiquement restituée provient de l'énergie magnétique stockée.
Une situation « symétrique » se produit avec un dipôle capacitif : dans ce cas, le courant est en avance sur la tension. La puissance périodiquement restituée provient de l'énergie de la charge électrique stockée.
Les effets de dipôles plus complexes (par exemple un grand nombre de télévisions) peuvent modifier la tension nominale du réseau d'alimentation, engendrer des perturbations de l'onde sinusoïdale et produire des courants harmoniques susceptibles de perturber le bon fonctionnement d'autres appareils. Le gestionnaire du réseau de distribution s'engage à maintenir un taux de distorsion harmonique acceptable, quitte à imposer des contraintes à certains clients qui les génèrent.
Les pertes des lignes électriques sont égales à  :
{\displaystyle P_{pertes}={\frac {lP^{2}}{\kappa AU^{2}\cos ^{2}(\phi )}}}
où {\displaystyle l} est la longueur de la ligne, {\displaystyle P} la puissance active transportée, {\displaystyle \kappa } la conductivité du conducteur, {\displaystyle U} la tension entre phases et {\displaystyle A} la section du fil. Le maintien d'un facteur de puissance élevé est donc intéressant au niveau des pertes.
La relation ci-dessus peut d'ailleurs s’écrire plus simplement :
{\displaystyle P_{pertes}=R\cdot I^{2}}
avec {\displaystyle R} la résistance de la ligne et {\displaystyle I} la valeur efficace du courant qui circule dans la ligne, car :
{\displaystyle I^{2}={\frac {P^{2}}{U^{2}\cos ^{2}(\phi )}}} et {\displaystyle R={\frac {l}{\kappa A}}}

### Amélioration du facteur de puissance

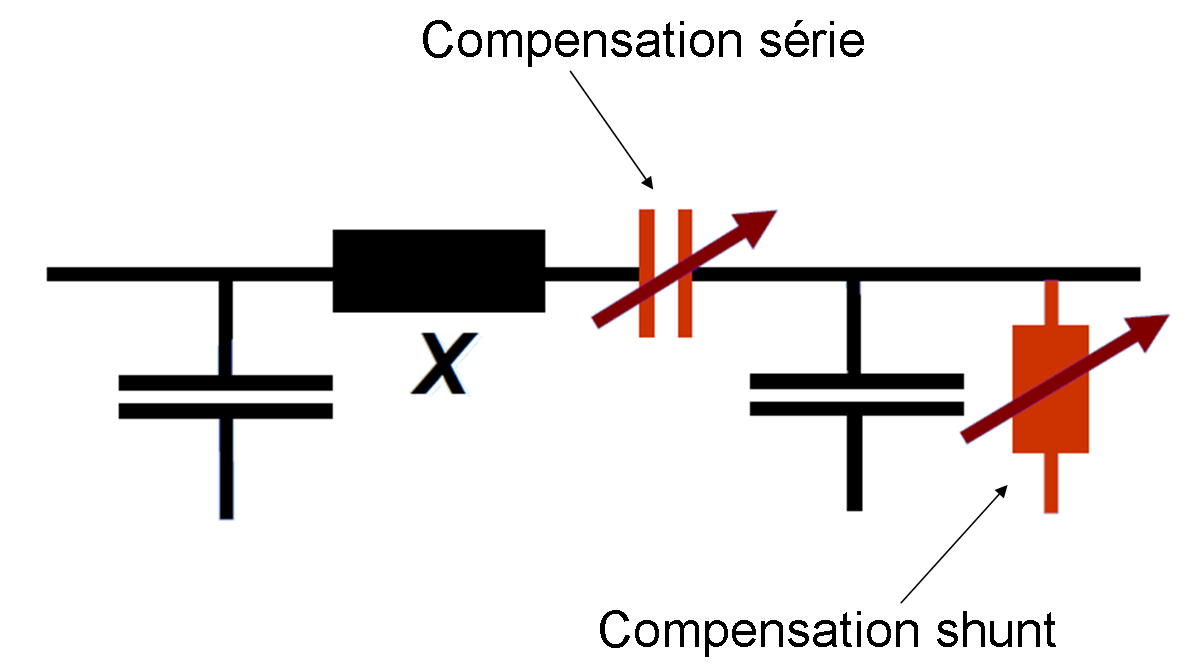
Illustration de la compensation électrique sur une ligne haute tension

En triphasé sinusoïdal, on utilise les définitions des puissances suivantes pour intermédiaires de calculs :
- la puissance apparente : {\displaystyle S=U\cdot I\cdot {\sqrt {3}}} ;
- la puissance réactive : {\displaystyle Q=U\cdot I\cdot {\sqrt {3}}\cdot \sin \varphi } ;
- la puissance active : {\displaystyle P=U\cdot I\cdot {\sqrt {3}}\cdot \cos \varphi }, d'où {\displaystyle Q=\tan \varphi \cdot P}.

En France, pour les industriels alimentés en haute tension, la partie de puissance réactive totale {\displaystyle Q_{T}} est gratuite à concurrence de {\displaystyle 0,4P_{T}}. L'excédent est facturé pendant les heures pleines des mois d'hiver)[Passage à actualiser]. Il est toujours judicieux de modifier l'impédance de sa charge afin de minimiser sa puissance réactive.
Les facteurs de puissance dégradés d’un grand nombre de points de consommation sont compensés de diverses manières :
- Au niveau de la production où certains alternateurs des usines de production sont appelés à fonctionner en compensation synchrone, ce qui réduit d’autant la puissance active que l’usine est capable de produire. Cette méthode ne permet toutefois pas de corriger toutes les distorsions harmoniques.
- Au niveau de la consommation par des batteries de condensateurs fixes ou réglés par mises en service graduelle de condensateurs. Si le réseau est perturbé par des harmoniques, il est nécessaire de surdimensionner les condensateurs[4]
- Au niveau du réseau où ont été installés des compensateurs statiques d'énergie réactive ou plus généralement des systèmes de transmission flexible en courant alternatif (FACTS).

#### Utilisation de batterie decondensateurs
À l'aide de la méthode de Boucherot, on détermine la valeur minimale de {\displaystyle Q_{C}}, puissance réactive toujours négative des condensateurs, de manière que : 
{\displaystyle Q_{T}+Q_{C}=0,4\cdot P_{T}} L'industrie utilisant majoritairement des machines inductives, {\displaystyle Q_{T}} est positive. On en déduit ensuite la valeur minimale des capacités à ajouter au circuit pour respecter le cahier des charges prévu. Ces batteries de condensateurs sont parfois agencées en filtre anti-harmonique.

#### Utilisation de compensateurs synchrones
Certaines entreprises utilisent des génératrices synchrones pour produire des courants en avance sur la tension afin de compenser le retard des courants consommés par les moteurs électriques, appelées compensateurs synchrones.

#### Utilisation de systèmes de transmission flexible en courant alternatif (FACTS)
Ces systèmes sont des équipements à base d'électronique de puissance qui ont pour vocation d'améliorer la qualité de l'énergie électrique. Parmi eux, certains comme les compensateur statique d'énergie réactive (ou SVC) permettent à la fois une régulation de la tension et une amélioration du facteur de puissance.

### Facteur de puissance et facteur de qualité
En électronique, on définit un facteur de qualité pour les dipôles oscillants qui est d'autant plus grand que le facteur de puissance est faible. La raison en est que la perspective n'est pas la même en électronique et en électrotechnique.
- Pour l'électrotechnicien, le but est d'utiliser l'énergie électrique en la convertissant en chaleur, en lumière ou en énergie mécanique.
- En électronique, lorsque l'on cherche à obtenir des oscillations, la transformation d'énergie en chaleur est perçue comme une perte et non comme une efficacité.

## Facteur de puissance en régime non sinusoïdal de courant
Dans le cas où le courant absorbé n'est pas sinusoïdal, le problème est plus complexe : même si le courant est en phase avec la tension (le déphasage est nul), la puissance n'est pas égale au produit des valeurs efficaces
Deux méthodes d'études sont généralement utilisées :
- le théorème de Boucherot généralisé,
- le taux de distorsion harmonique.

### Définitions
Le calcul de la puissance active donne comme résultat :
{\displaystyle P=U\cdot I_{1}\cdot \cos \varphi _{1}}
D'autre part la puissance apparente {\displaystyle S} peut s'écrire :
{\displaystyle S={\sqrt {P^{2}+Q^{2}+D^{2}}}}
De ce fait, le facteur de puissance, toujours égal à {\displaystyle {\frac {P}{S}}}, s'écrit :
{\displaystyle \lambda ={\frac {U\cdot I_{1}\cdot \cos \varphi _{1}}{U\cdot I}}={\frac {I_{1}}{I}}\cdot \cos \varphi _{1}}
avec les définitions des intermédiaires de calcul suivants :
- la puissance réactive : {\displaystyle Q=U\cdot I_{1}\cdot \sin \varphi _{1}} ;
- la puissance déformante : {\displaystyle D} telle que {\displaystyle D^{2}=U^{2}(I_{2}^{2}+I_{3}^{2}+...+I_{n}^{2})=U^{2}\cdot I_{h}^{2}}

et :
- {\displaystyle I_{1}} : la valeur efficace du fondamental du courant ;
- {\displaystyle I_{h}} : la valeur efficace de l'ensemble des harmoniques de rang supérieur à 1 du courant ;
- {\displaystyle \varphi _{1}} : la valeur du déphasage de l'harmonique {\displaystyle i_{1}(t)} par rapport à la tension ;
- {\displaystyle \cos \varphi _{1}} : facteur de déplacement.

Détail des calculs
on a {\displaystyle S^{2}=U^{2}\cdot I^{2}} avec {\displaystyle U^{2}=U_{1}^{2}} et {\displaystyle I^{2}=I_{1}^{2}+I_{2}^{2}+...+I_{n}^{2}+...},
d'où : 
{\displaystyle S^{2}=U^{2}\cdot I_{1}^{2}+U^{2}\cdot I_{2}^{2}+...+U^{2}\cdot I_{n}^{2}+...}
{\displaystyle S^{2}=(U\cdot I_{1}\cos \varphi _{1})^{2}+(U\cdot I_{1}\sin \varphi _{1})^{2}+U^{2}\cdot I_{2}^{2}+...+U^{2}\cdot I_{n}^{2}+...}
{\displaystyle S^{2}=P^{2}+Q^{2}+U^{2}\cdot (I_{2}^{2}+...+I_{n}^{2}+...)}
{\displaystyle S^{2}=P^{2}+Q^{2}+U^{2}\cdot I_{h}^{2}}